# Festiwal „Złote Kurczaki”
Złote Kurczaki – polski festiwal komiksowy poświęcony produkcjom niezależnym, odbywający się w latach 2014-2025, głównie we Wrocławiu.

## Historia imprezy
Pomysłodawcą i głównym organizatorem festiwalu był Filip Wiśniowski, który stworzył go w odpowiedzi na rosnącą popularność wydawnictw niezależnych na polskiej scenie komiksowej. Wśród organizatorów byli także Robert Sienicki i XNDR. W trakcie wydarzenia wręczane były nagrody „Independent Comic Book Awards” (częściej nazywane po prostu „Złotymi Kurczakami”), przyznawane zinom i komiksom undergroundowym oraz twórcom związanym z tym środowiskiem; statuetka miała kształt Niebezpiecznego Kurczaka, jednego z bohaterów komiksowych stworzonych przez Wiśniowskiego. W ramach festiwalu odbywały się warsztaty, spotkania z twórcami i wystawy poświęcone komiksowi niezależnemu.
17 marca 2025 roku ogłoszono zakończenie działalności festiwalu. 28 czerwca tego samego roku podano, że spadkobiercą Złotych Kurczaków będzie nowy festiwal Podziemne Kocury.

## Nagrody
Nagrody na festiwalu przyznawane są produkcjom za poprzedni rok kalendarzowy. Pierwotnie warunkiem wstępnym do uzyskania nominacji był brak numeru ISBN dla publikacji. Obostrzenie to zostało zniesione w edycji 2020.

### 2014
Nagrody za rok 2013, przyznane 18 stycznia 2014 roku, podczas festiwalu Złote Kurczaki we Wrocławiu w Centrum Rozwoju Zawodowego Krzywy Komin.
- najlepszy komiks – Łukasz Kowalczuk, Szlamu król
- najlepszy scenarzysta – Jan Mazur, Kobieta i komiks
- najlepszy rysownik – Jacek Kuziemski, Młodzik #1 i Rybka śmierci
- najlepszy zin – Maszin #6
- najlepsza okładka – Filip Wiśniowski, Bart

### 2015
Nagrody za rok 2014, przyznane 17 stycznia 2015 roku, podczas festiwalu Złote Kurczaki we Wrocławiu Centrum Rozwoju Zawodowego Krzywy Komin.
- najlepszy komiks – Łukasz Kowalczuk, Vreckless Vrestlers
- najlepszy scenarzysta – Łukasz Kowalczuk, Vreckless Vrestlers
- najlepszy rysownik – Filip Wiśniowski
- najlepszy zin – 1 zine #6
- najlepsza okładka – Filip Wiśniowski, Zaklęcie Boga Pytona

### 2016
Nagrody za rok 2015, przyznane 13 lutego 2016 roku, podczas festiwalu Złote Kurczaki we Wrocławiu w kawiarni Barbara.
- najlepszy komiks – Bartosz Sztybor, Piotr Nowacki, Kapitan Mineta – OMniPUSS
- najlepszy scenarzysta – Edyta Bystroń, Nie chcę się bać
- najlepszy rysownik – Edyta Bystroń, Nie chcę się bać
- najlepszy zin – Biceps #7
- najlepsza okładka – Krzysztof Hain, Autopilot

### 2017
Nagrody za rok 2016, przyznane 11 lutego 2017 roku, podczas festiwalu Złote Kurczaki we Wrocławiu w kawiarni Barbara.
- najlepszy komiks – Łukasz Mazur, Domek w środku lasu żywych trupów
- najlepszy scenarzysta – Jan Mazur, Żywa biblioteka
- najlepszy rysownik – Zavka, Głodny Jaś i żarłoczna Małgosia
- najlepszy zin – Warchlaki #2
- najlepsza okładka – Łukasz Mazur, Domek w środku lasu żywych trupów
- nagroda specjalna – Krzysztof Owedyk za dotychczasowe dokonania

### 2018
Nagrody za rok 2017, przyznane 10 marca 2018 roku, podczas festiwalu Szlamfest w Gdańsku w klubie B90.
- najlepszy komiks – Jan Mazur, Ostatnie zlecenie
- najlepszy scenarzysta – Jan Mazur, Ostatnie zlecenie
- najlepszy rysownik – Łukasz Mazur, Miazma
- najlepszy zin – Warchlaki #3
- najlepsza okładka – Łukasz Mazur, Miazma

### 2019
Nagrody za rok 2018, przyznane 16 lutego 2019 roku, podczas festiwalu Złote Kurczaki we Wrocławiu w pawilonie Fandom.
- najlepszy komiks – Melon, Melon Integral
- najlepszy scenarzysta – Karol Kalinowski, Bohaterowie kosmosu
- najlepszy rysownik – Henryk Glaza
- najlepszy zin – Biceps #9
- najlepsza okładka – Filip Myszkowski, Biceps #9
- najlepszy debiut – Błażej Milewski, Las

### 2020
Nagrody za rok 2019, przyznane 8 lutego 2020 roku, podczas festiwalu Złote Kurczaki we Wrocławiu w kawiarni Barbara.
- najlepszy komiks – Lance Ward, Marceli Szpak i Maciej Pałka, Goat Lore/Cykl Kozła
- najlepszy scenarzysta – Lance Ward, Goat Lore/Cykl Kozła
- najlepszy rysownik – Henryk, DOOM PIPE
- najlepszy zin – ciut #1
- najlepsza okładka – XUH, ciut #1
- najlepszy debiut – Monika Laprus-Wierzejska
- Biały Kurczak (nagroda specjalna za niezależny całokształt) – Dominik Szcześniak

### 2021
Nagrody za rok 2020, przyznane 13 lipca 2021 roku, podczas gali online na Facebooku.
- najlepszy komiks – Piotr Marzec, Sweet-ass dudes like us[14]
- najlepszy scenarzysta – Piotr Marzec, Sweet-ass dudes like us[15]
- najlepszy rysownik – XUH, Coal[16]
- najlepszy zin – Leszek Kassijan-Wicherek, Komiksodrama[17]
- najlepsza okładka – Magdalena Rzepecka, ciut #2[18]
- najlepszy debiut – Kamil Dukiewicz, Black Hound. Z piekła rodem cz. 1[19]

### 2022
Wydarzenie nie odbyło się, nagrody przyznano w kolejnym roku.

### 2023
Nagrody za rok 2022, przyznane 25 lutego 2023 roku, podczas festiwalu Złote Kurczaki we Wrocławiu w kawiarni Barbara.
- najlepszy komiks – Tomasz Kontny (scenariusz), Jakub Babczyński (rysunki), Prywaciarz
- najlepszy scenarzysta – Robert Sienicki, Beletrystyka humorzasta i Beletrystyka Rebusiasta
- najlepszy rysownik – Jakub Babczyński, Prywaciarz
- najlepszy zin – Warchlaki 6
- najlepsza okładka – Izabela Dudzik, Warchlaki 6
- najlepszy debiut – Agnieszka Czachór, Fara
- najlepszy komiks internetowy – Błażej Milewski, Poliki pełne komiksów
- najlepsza krótka forma – Tomasz Kontny (scenariusz), Antoni Serkowski (rysunki), Wizyta
- Biały Kurczak (nagroda specjalna za niezależny całokształt) – Łukasz Kowalczuk

Nagrody za rok 2021, przyznane 9 października 2023 roku, podczas Międzynarodowego Festiwalu Komiksu i Gier w Łodzi na terenie Atlas Areny.
- najlepszy komiks – Kamila Król, Rusałka cz. 1
- najlepszy scenarzysta – Kamil Dukiewicz, Black Hound cz.2
- najlepszy rysownik – Marek Turek, War Makes Silence
- najlepszy zin – Ostatnie Drzewo
- najlepsza okładka – Filip Wiśniowski, Bazgrolle Game Over
- najlepszy debiut – Kamila Król, Rusałka cz. 1
- najlepszy komiks internetowy – Agnieszka Kamieńska, Yaoi Market
- najlepsza krótka forma – Magdalena Cielecka, Joanna Karpowicz, Ostatnie Drzewo
- Biały Kurczak (nagroda specjalna za niezależny całokształt) – Anna Krztoń

### 2024
Nagrody za rok 2023, przyznane 1 czerwca 2024 roku, podczas festiwalu Złote Kurczaki we Wrocławiu w klubie Surowiec.
- najlepszy komiks – Kasia Mazur, Mama zabiła mi psa
- najlepszy scenarzysta – Kasia Mazur, Mama zabiła mi psa
- najlepszy rysownik – Weronika Dobrowolska, Oh Baby – Vamp Comics
- najlepszy zin – Własnym głosem. Herstorie aborcyjne
- najlepsza okładka – Robert Sienicki, Beletrystyka niezwyciężona
- najlepszy debiut – Kornel Momot, Magda Golasowska, Jonathan i Piąta Piramida
- najlepszy komiks internetowy – Trzy postawy Rosjan w czasie agresji Rosji na Ukrainę
- najlepsza krótka forma – Hania Oloś, Beata. Własnym głosem. Herstorie aborcyjne

### 2025
Nagrody za rok 2024, przyznane 15 lutego 2025 roku, podczas festiwalu Złote Kurczaki we Wrocławiu w kawiarni Barbara.
- najlepszy komiks – Jakub Dębski, Czyjś syn
- najlepszy scenarzysta – Jakub Dębski, Czyjś syn
- najlepszy rysownik – Katarzyna "kth" Klas, Gorzkie żale
- najlepsza antologia lub zin – Dreszczyk #04: Lekcje tonięcia Diega Fortuny
- najlepsza okładka – Ewelina Galla, Fanga #05: Delusions
- najlepszy debiut – Laura Ruśkiewicz, Baśń o nieludzkim
- najlepszy komiks internetowy – Laura Ruśkiewicz, Baśń o nieludzkim
- najlepsza krótka forma – Łukasz Piotrkowicz, Powroty
- Biały Kurczak (nagroda specjalna za niezależny całokształt) – Piotr Nowacki